# Тан (газета)
Таң (рус. Рассвет) — общественно-политическая газета на башкирском языке, издающаяся в Бурзянский районе Республики Башкортостан.

## История
Газета издавалась с 1935 года под названием «Еңеү юлында» (рус. На пути победы), в период 1962—1966 годов не издавалась. С 1966 года издаётся под нынешним названием.

## Содержание
В газете есть рубрики: «На страже Отечества», «Праздники», «Юбилеи», «Нам пишут», «Семья», «Окружающая среда», «Образование», «Культура», «Благотворительность», «Организации», «Социальная сфера», «История», «Воспитание», «Память», «Здоровье — большое богатство», «Отдых», «Путешествия».